# Distrito de Ghaziabad
Ghaziabad (en hindi; ग़ाज़ियाबाद ज़िला, urdu; غازی آباد ضلع,) es un distrito de India en el estado de Uttar Pradesh. Código ISO: IN.UP.GZ.
Comprende una superficie de 1 548 km².
El centro administrativo es la ciudad de Ghaziabad. Dentro del distrito se encuentran las ciudades de Khora, Muradnagar y Niwari.

## Demografía
Según censo 2011 contaba con una población total de 4 661 452 habitantes.